# Carinas
Carinas (em latim: Carinae) era um quarteirão da Roma Antiga que correspondia ao setor ocidental da encosta meridional do Esquilino, na Regio IV Templum Pacis. Segundo Sérvio, o nome é uma referência ao fato de alguns edifícios localizados perto do Templo de Telo terem tetos representando o casco (carinae) de navios.

## Descrição
O quarteirão incluía o Fagutal, a porção noroeste do monte Ópio, ocupando a região entre o monte Vélia e o Clivo Púlio (em latim: Clivus Pullius), com vista até o Aventino através do Palus Ceroliae.
Segundo Varrão, o quarteirão era atravessado pelo Murus Terreus. Floro afirma que Carinas era "a mais famosa parte da cidade".
Entre outros, moraram em Carinas Cícero e Pompeu, cuja casa depois passou pelas mãos de Marco Antônio e dos imperadores, especialmente Tibério, que morou ali por um tempo.